# عقد 650 هـ
عقد 650 هـ هو الفترة بين عام 650 إلى 659 في التقويم الهجري، أي العشر سنوات السادسة من القرن السابع الهجري.